# Gösselborn

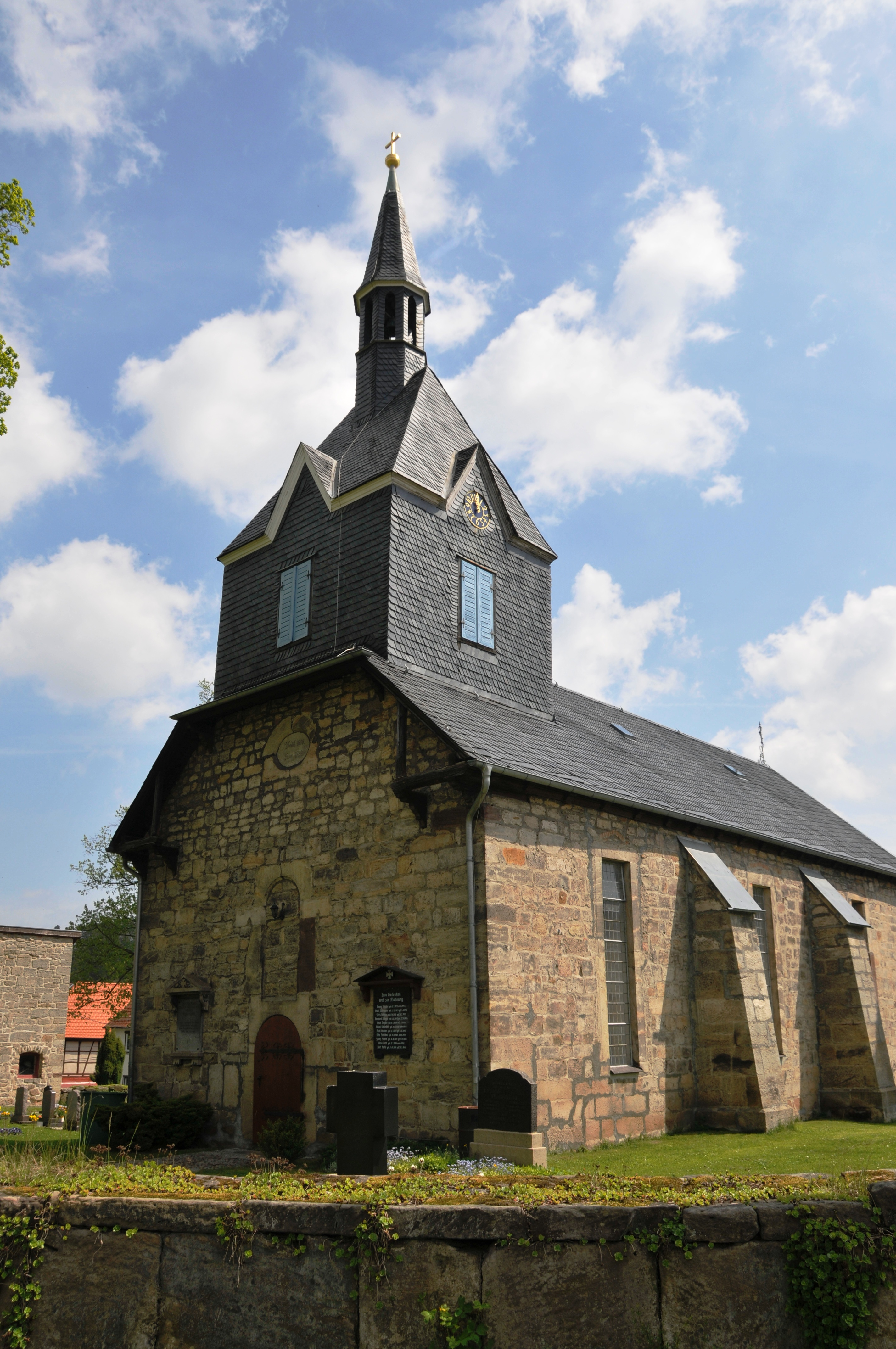
Dorfkirche

Gösselborn ist ein Ortsteil der Stadt Stadtilm im Ilm-Kreis (Thüringen) mit etwa 100 Einwohnern.

## Geografie

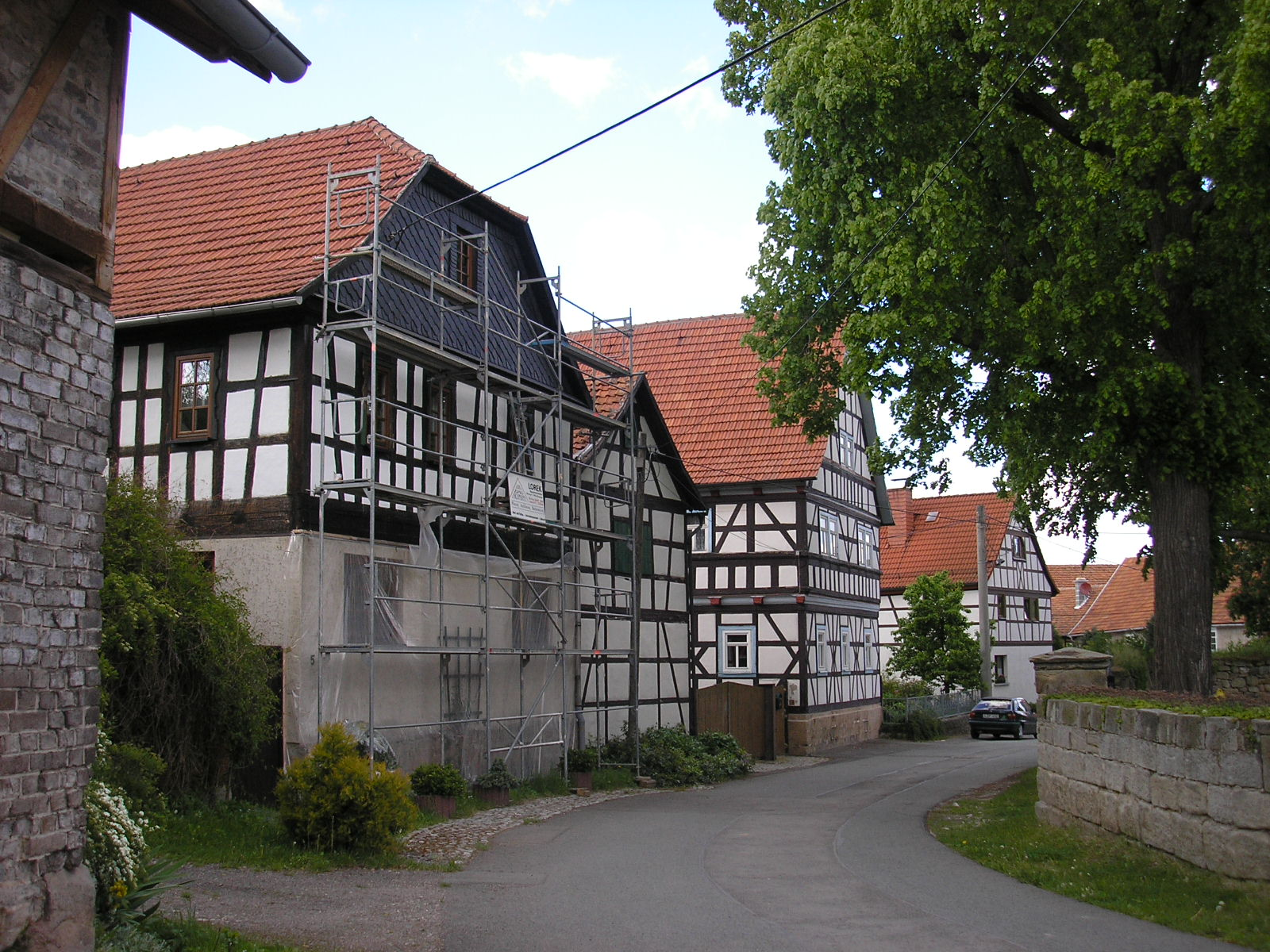
Fachwerkhäuser

Gösselborn liegt auf der Ilm-Saale-Platte in etwa 460 Metern Höhe, rund sieben Kilometer südlich von Stadtilm. Östlich des Dorfs erhebt sich der 545 Meter hohe Herrenberg, westlich liegt das Mahlholz (502 m), im Süden beginnt das Rottenbach-Tal und im Norden erstreckt sich das Kopptal. Nachbardörfer sind Geilsdorf im Norden, Hengelbach im Osten, Paulinzella im Süden und Singen im Westen.

## Geschichte
Gösselborn wurde 1071 erstmals urkundlich erwähnt. Gösselborn war auch ein klostereigenes Dorf des Klosters Paulinzella mit 24 Hofbesitzern. Ökonomischer Mittelpunkt des Klosters und seiner Dörfer waren das Vorwerk und die Schäferei Neusis am Weg zwischen Gösselborn und Hengelbach, die heute wüst liegen. Noch 1859 war Neusis bewohnt, so ist für den 6. Februar 1859 dort die letzte Geburt dokumentiert.
Bis zum Jahr 1920 gehörte es zu Schwarzburg-Rudolstadt (Oberherrschaft). Am 6. April 1994 wurde Gösselborn Teil der Gemeinde Singerberg, die am 1. Juni 1996 in der Gemeinde Ilmtal aufging. Diese wurde wiederum am 6. Juli 2018 nach Stadtilm eingemeindet.

## Sehenswürdigkeiten
Die Dorfkirche ist ein ursprünglich spätgotischer Bau. Sie wurde 1688 an der Stelle der Vorgängerkirche neu gebaut und 1892 umgebaut und verfügt über einen Orgelprospekt aus der Zeit um 1890. Der Kanzelaltar entstand um 1800. Da Gösselborn ein Klosterdorf vom Kloster Paulinzella war, ist davon auszugehen, dass die Vorgängerkirche um die Zeit der Klostergründung in Paulinzella mit gebaut worden ist, denn das ökonomische Zentrum des Klosters Neusis lag keine 500 Meter östlich von Gösselborn entfernt.
Im Ortskern sind zahlreiche Fachwerk-Gehöfte erhalten, die zum Teil als Denkmal ausgewiesen sind.

## Wirtschaft und Verkehr
Gösselborn liegt an der Landesstraße L 1114 von Stadtilm nach Rottenbach. Nach Osten zweigt die Straße nach Hengelbach ab. Westlich von Gösselborn verläuft die Bahnstrecke Arnstadt–Saalfeld. Nächstgelegener Bahnhof ist Singen, ungefähr einen Kilometer westlich des Dorfs.

## Persönlichkeiten
- Albert Werner-Schwarzburg (1857–1911), Bildhauer
- Wilhelm Nöller (1890–1964), Tiermediziner, Pathologe und Parasitologe, lebte im Ort

Bilder der Kirche
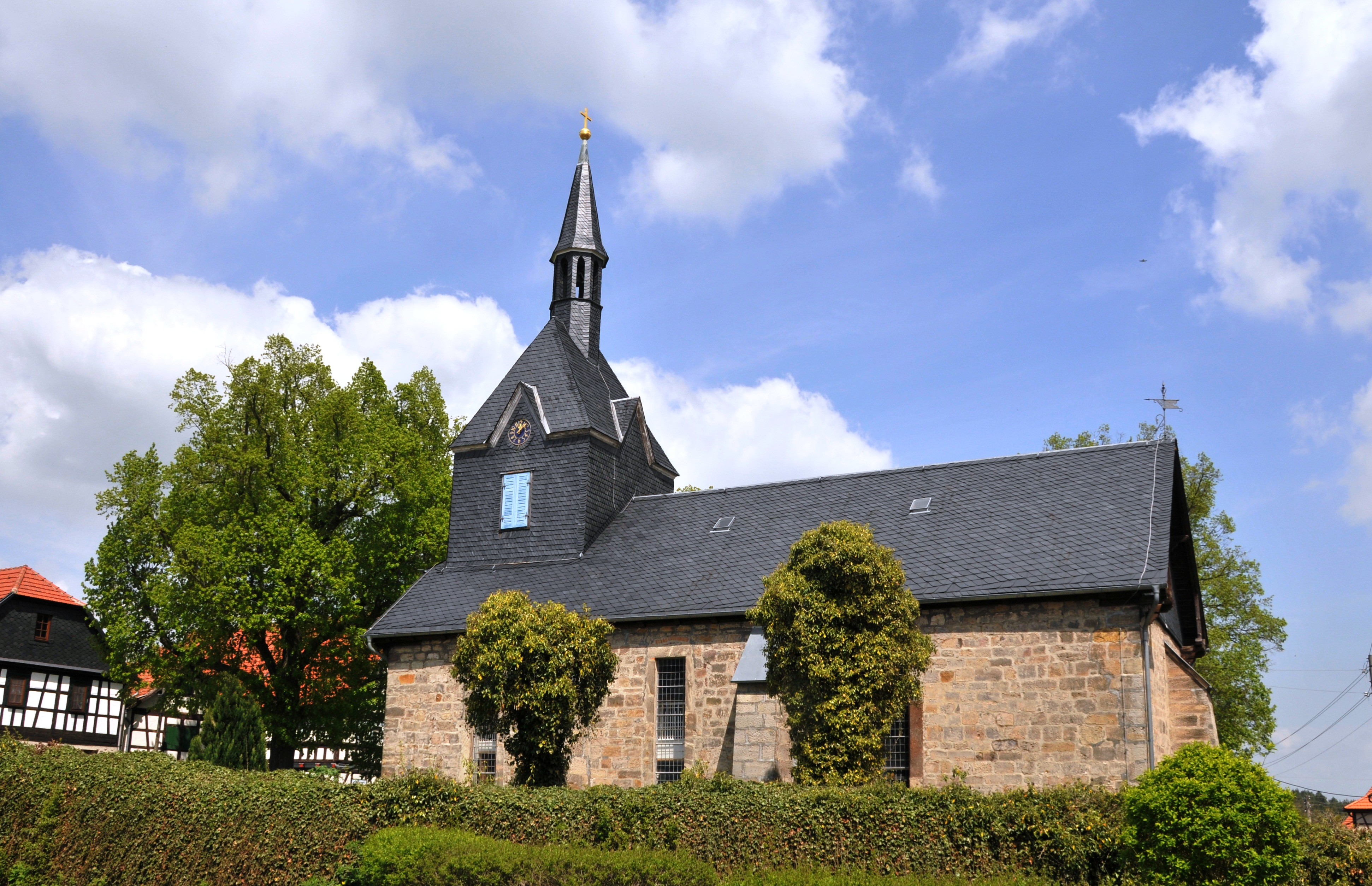
Blick von Südwest
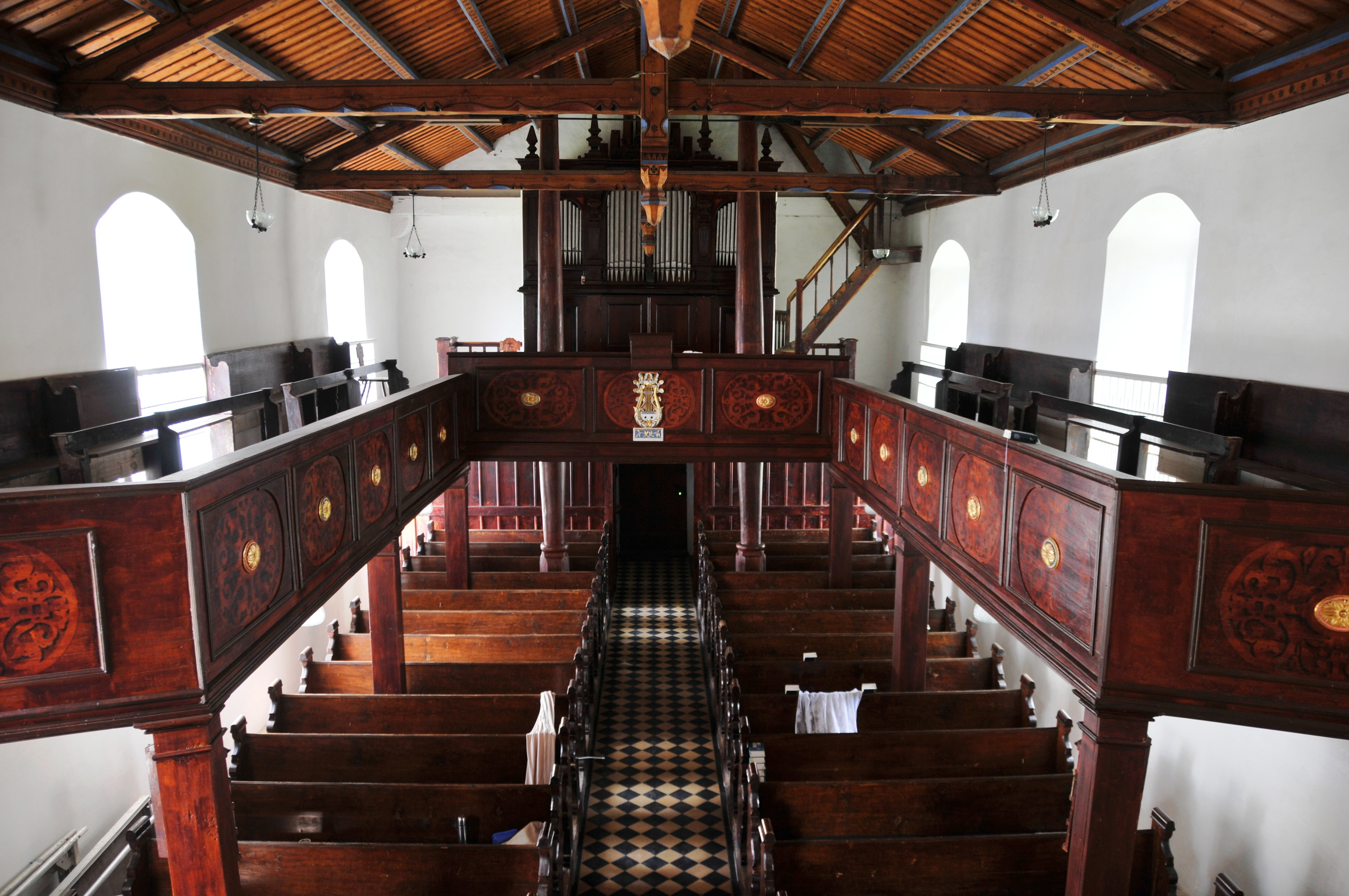
Kircheninneres mit Empore und Orgel
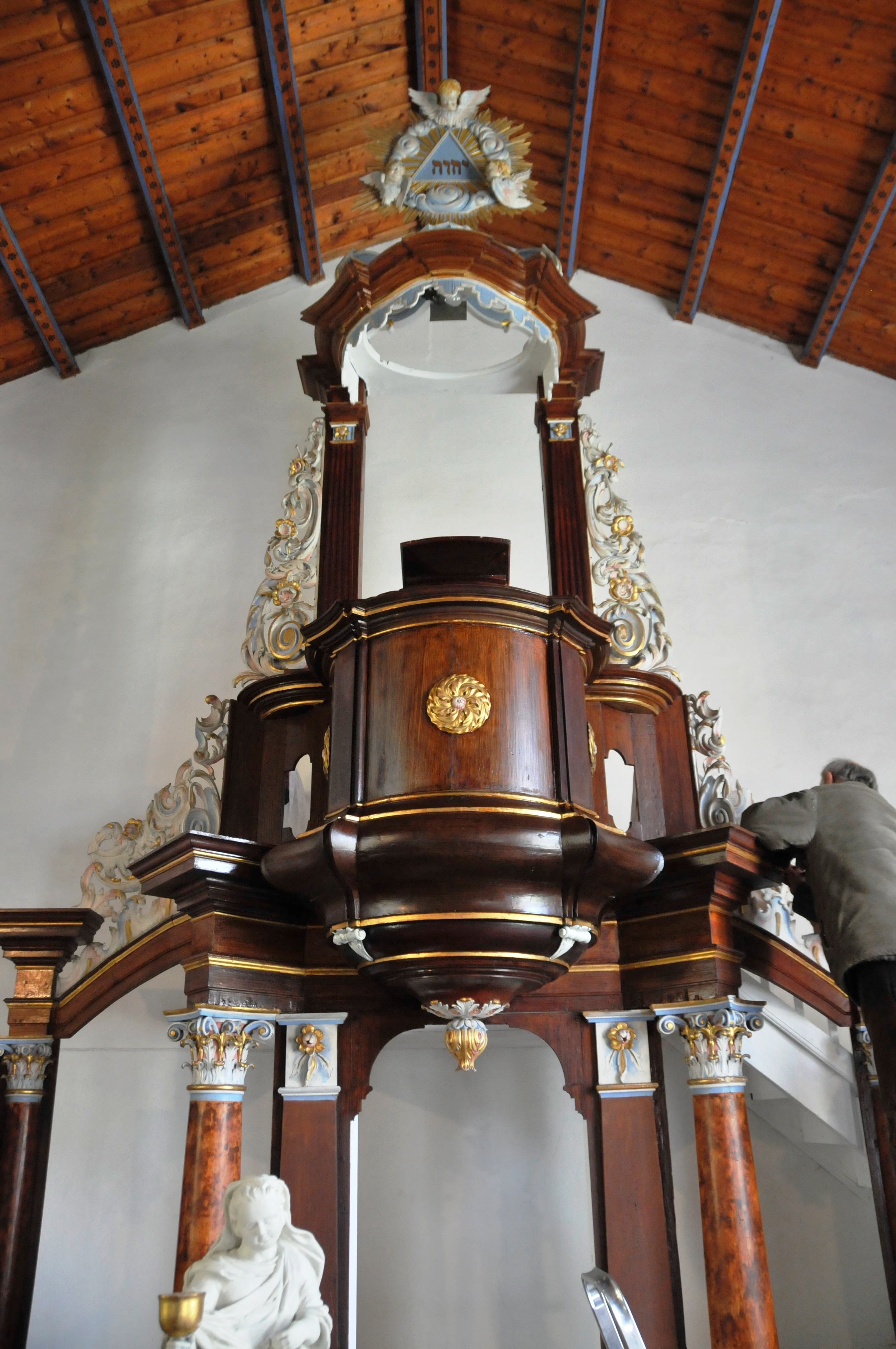
Altarkanzel der Kirche (während Restaurierungsarbeiten)
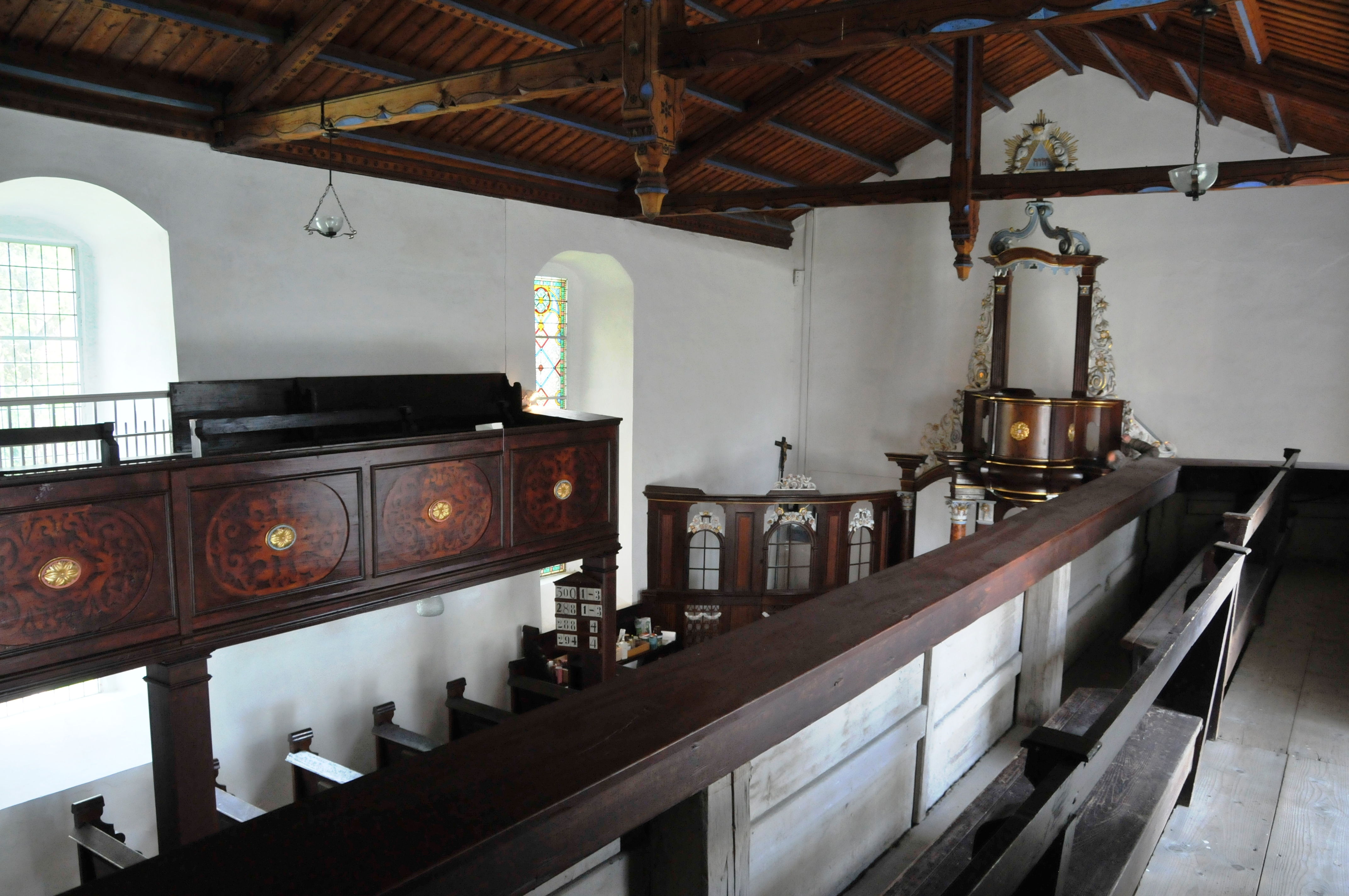
Blick von der Empore
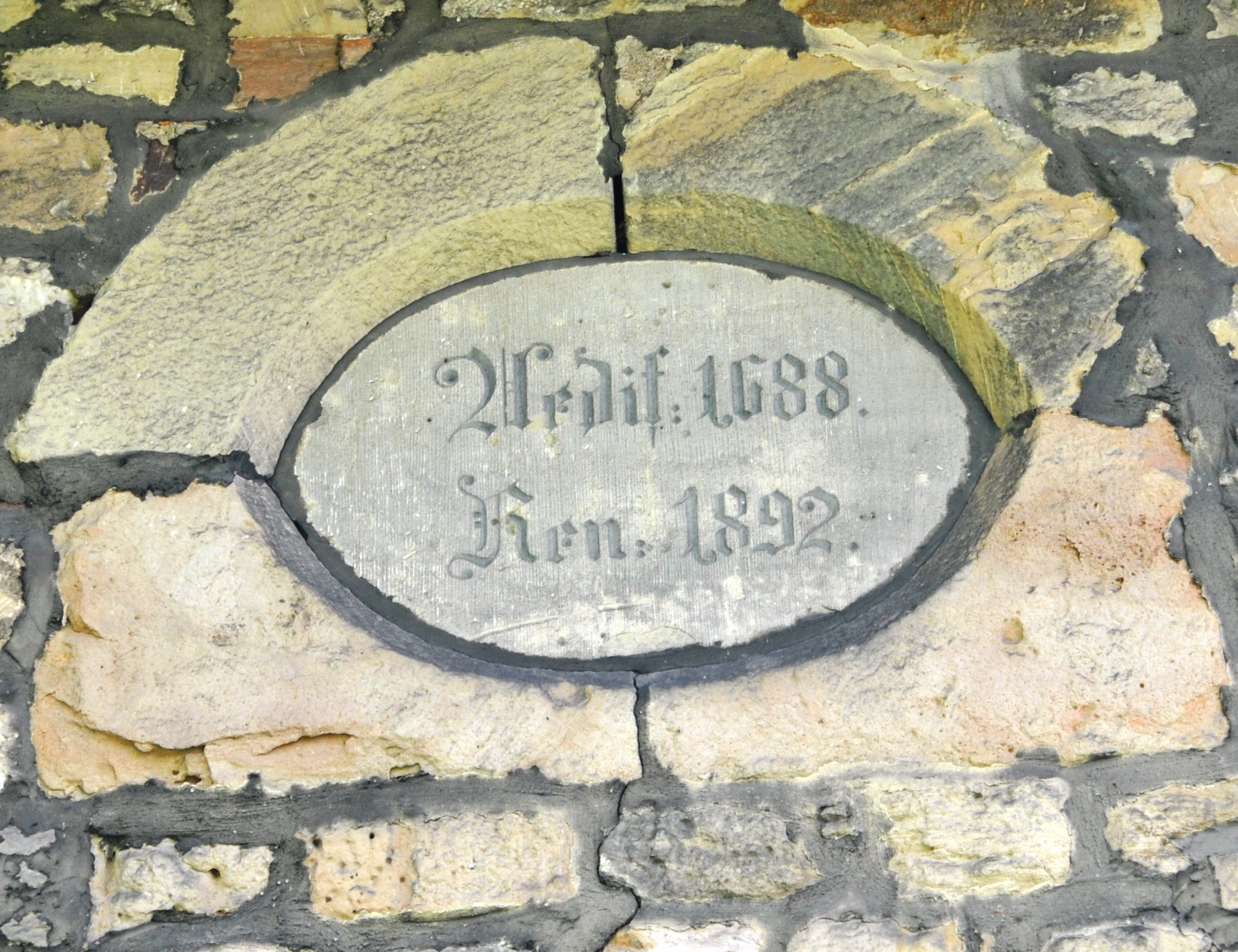
Jahrestafel über dem Eingang: Aedificatio (Erbauung) 1688 Renovatio (Erneuerung) 1892
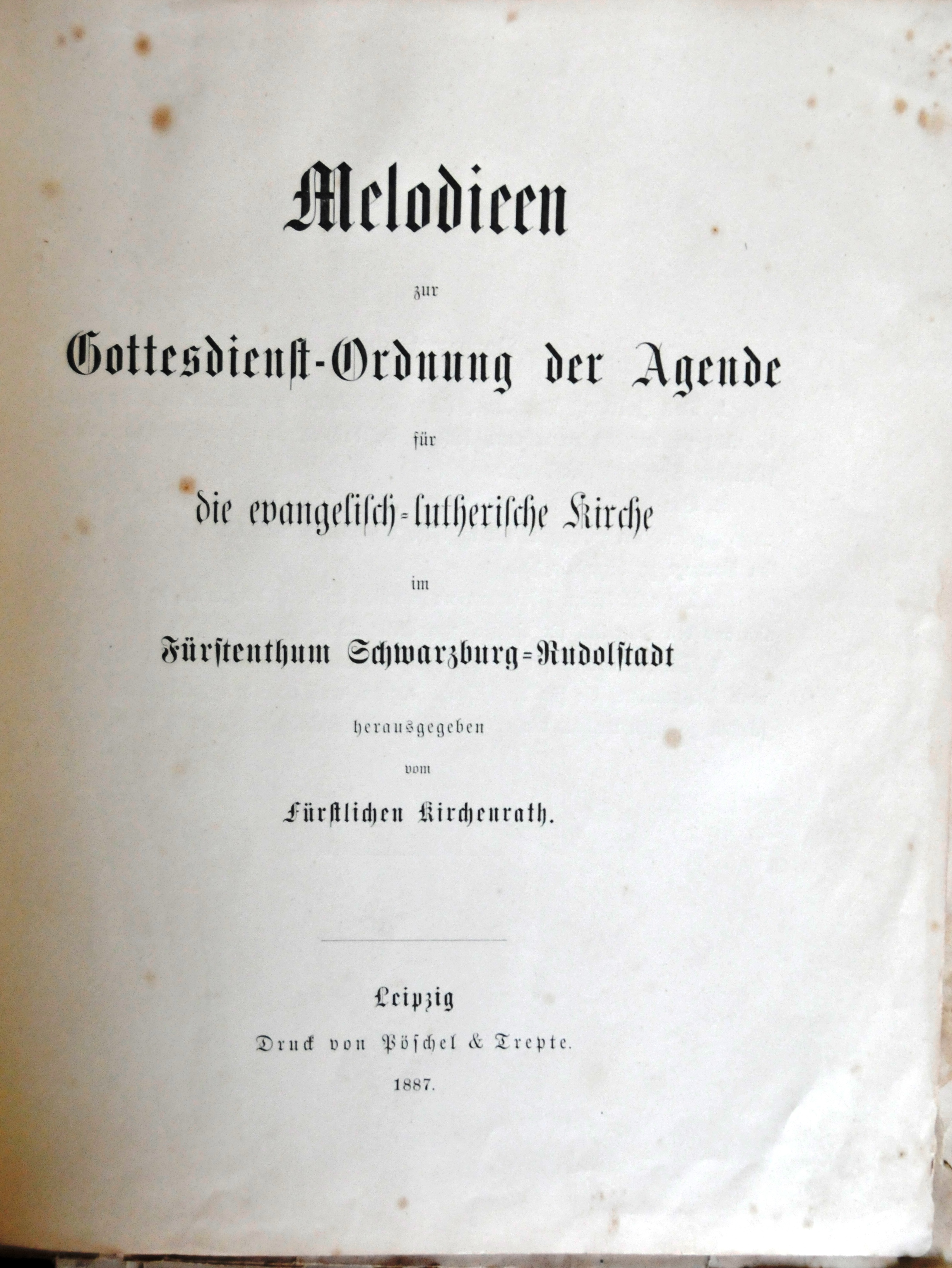
Liederbuch von 1887 in der Kirche
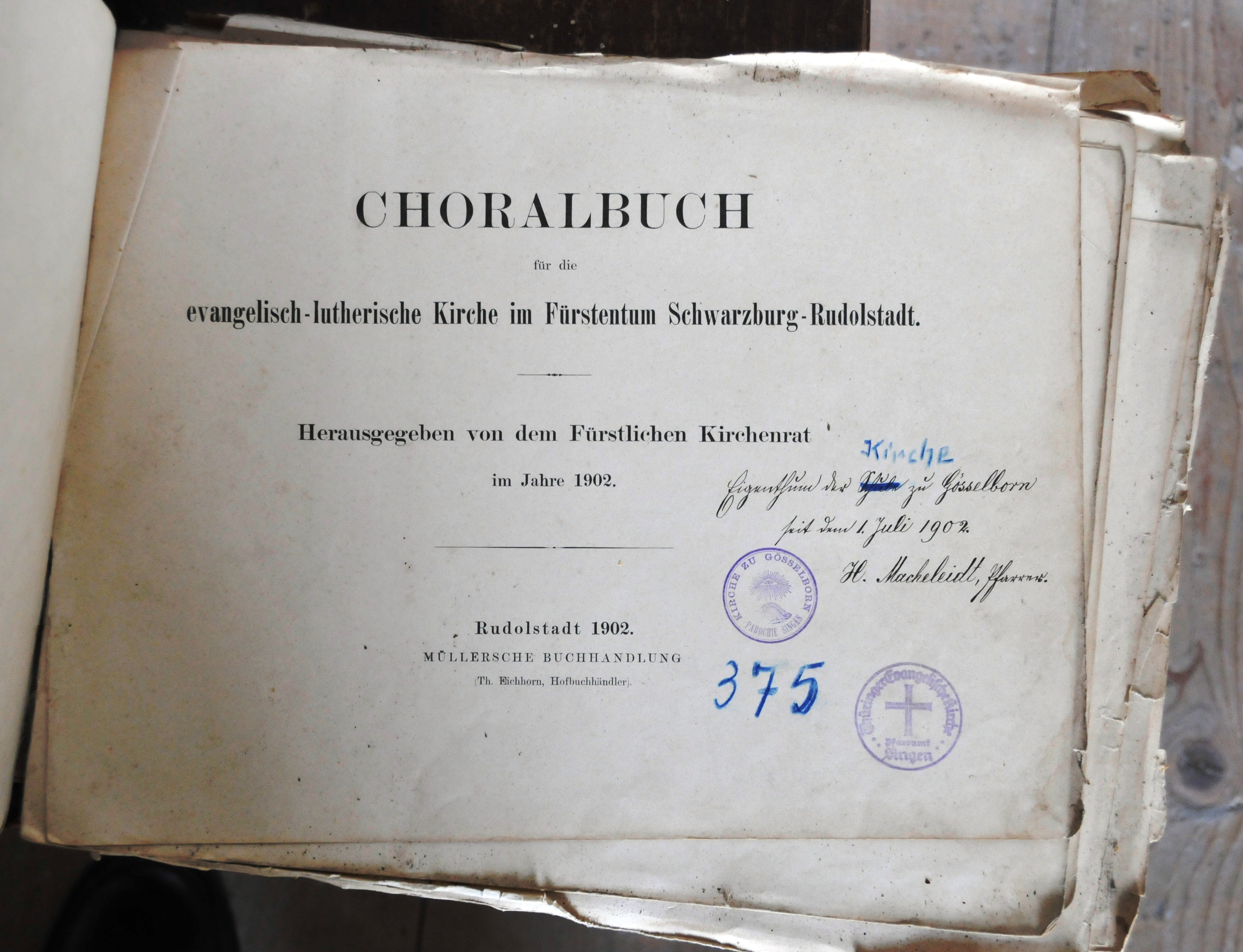
Choralbuch der Kirche von 1902 mit Eigenthums-Eintrag des damaligen Pfarrers H. Macheleidt